# Gametangium

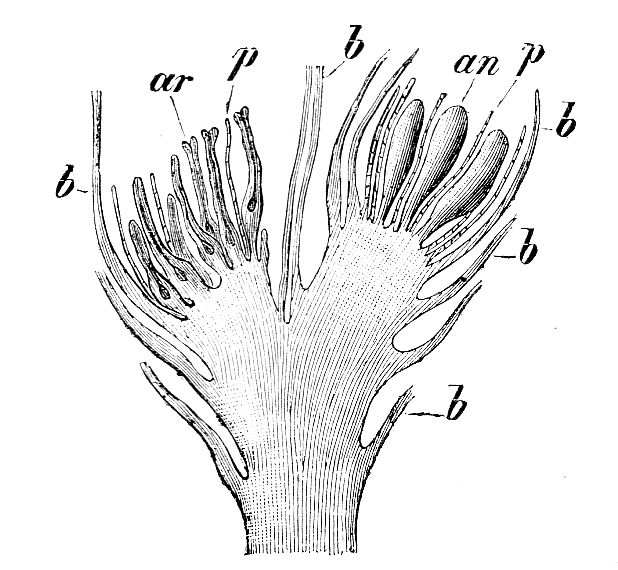
Phascum cuspidatum. Een mos met:
rechts een androecium: een takje met an=antheridia en
links een gynoecium: een takje met ar=archegonia met ertussen staand p=parafysen; b= bladen

Een gametangium (meervoud: gametangia) is een orgaan of cel, waarin gameten gevormd worden. Gametangia komen voor bij vele meercellige protisten, algen, schimmels en bij de gametofyten van planten. Een gametangium is haploïde. Gametangia kunnen alleenstaand zijn, of gegroepeerd op gespecialiseerde takjes: androecia met antheridia, gynoecia met archegonia of gemengde

## Typen van gametangia
De volgende typen gametangia worden, afhankelijk van het type gameet dat in een gametangium gevormd wordt, onderscheiden.

### Vrouwelijk
Vrouwelijke gametangia worden afhankelijk van het organisme archegonia, ascogonia of oögonia genoemd. Ze vormen de eicellen en in een archegonium vindt tevens de bevruchting plaats. Archegonia komen algemeen voor bij schimmels, oömyceten, algen, primitieve planten en naaktzadigen. Bij de bedektzadigen (bloemplanten) is het gametangium vervangen door de embryozak in de zaadknop.

### Mannelijk
De mannelijke gametangia worden meestal antheridia genoemd. Ze vormen de zaadcellen, die meestal voor bevruchting worden vrijgelaten. Antheridia vormen beweeglijke zaadcellen (spermatozoïden) of onbeweeglijke zaadcellen (spermatia), die spermatangia worden genoemd. Bij sommige antheridia, zoals die bij de oömyceten komen de zaadcellen niet vrij. Deze antheridia zijn meerkernig en wordt een syncytium genoemd. De bevruchting vindt hier plaats via kiembuizen. Antheridia komen gewoonlijk voor in de gametofyten van "lagere" planten, zoals mossen, varens, palmvarens en de Japanse notenboom (van het verder uitgestorven geslacht ginkgo). Bij de "hogere" planten, zoals coniferen en bedektzadigen bestaan ze uit een of enkele cellen in de stuifmeelkorrels.

### Isogamie
Bij isogamie zijn de vrouwelijke en de mannelijke gameten niet van elkaar te onderscheiden. Zo maken bijvoorbeeld bij de lagere schimmels twee gametangia (cellen aan het eind van de hyfen) contact met elkaar en fuseren ze in een zygospore.